# 村田元一
村田 元一（むらた げんいち、1938年4月10日 - ）は、東京都出身の元プロ野球選手（投手）。

## 経歴
明治高校では2年生の時、エースとして1955年春季関東大会準々決勝に進むが、水戸商の生田目貢（明大）に完封を喫する。翌1956年夏の甲子園都予選準決勝に進出、早実高の王貞治と投げ合うが1-2で惜敗し、甲子園出場を逃した。
1957年に国鉄スワローズに入団。1958年には開幕2戦目から先発として起用されるも、開幕から3連敗を喫する。4月26日に大洋ホエールズを相手に先発、9三振を奪い中島執の1安打のみに抑え初勝利を完封で飾る。同年はリーグ最多の62試合に登板し、5連勝を含む15勝を記録した。1960年には18勝をマークするなど、金田正一に次ぐ第2エースとして長くスワローズの投手陣を支えた。
1962年7月12日の対阪神タイガース戦（後楽園球場）では、9回2死までパーフェクトに抑えながら、27人目の打者西山和良の一塁への微妙な打球をヒットと判定され、惜しくも大記録を逃している。1964年には不振が続き、シーズン中盤の故障もあって戦列を離れ、わずか2勝にとどまるが、8月には先発に復帰している。1965年、金田正一が巨人へ移籍し球団の経営権がサンケイへと移転すると村田は開幕投手を任される事となり、その後も佐藤進や石戸四六らとチームを支えていく事となるが、この年は僅か6勝に終わる。1966年にも10勝を挙げ、10月12日の中日ドラゴンズ戦の完投勝利で通算100勝を達成。前日の広島カープ戦のリリーフ登板で99勝目を挙げた翌日の100勝到達であった。
しかし1968年には石岡康三や移籍入団の河村保彦が台頭し、先発での登板機会が減少。1969年のシーズン終了後に現役引退。
引退後はマスメディアの取材を拒否するなどメディアとは一切絶縁し、2017年12月にサンケイスポーツのインタビューに応じたのが実に48年ぶりのマスメディア登場であった。現在は「財団法人全日本リトル野球協会 リトルシニア委員会 関東連盟」所属の少年野球（リトルシニア）チーム「東京日暮里シニア」の特別コーチを務めている。

## 選手としての特徴
その後も踏み出した前足を突っ張った姿勢でスリークォーター気味に腕を振り切る独特のサイドスローから放たれる速球と、切れのあるシュートとスライダーを武器とした。
制球力があり、通算21無四球試合は歴代32位。さらに、1試合完投した場合の平均与四球数（与四球率）は1.49個で、これは通算2000投球回数以上の投手では、土橋正幸（1.21個）、高橋直樹（1.48個）に次いで歴代3位の記録である。

## エピソード
現役時代の村田は、サンダル履きで球場入り、春季キャンプ地では自分で魚を七輪で焼く、或いは2月の春季キャンプでは、当時国鉄スワローズのキャンプ地だった鹿児島県指宿市の海岸で泳いだり、夏場でも海水浴に行くなど、当時の選手としては破天荒な行動をとっていたという。同僚で国鉄の大エースであった金田正一が、「肩と腕を冷やす」事に繋がる行為や、投手の商売道具たる手足の指先を徒に負傷しかねない行為の一切を、公私におけるコンディション管理で徹底して排除していたのとは対照的である。なお、村田本人は「水泳は全身運動でいいんだから」と語っていた。
国鉄の同僚で「天皇」とまで言われた金田に対しても自分なりの筋を通しきる面も持ち合わせており、1960年後半に18勝目を村田が上げた際、同じ勝数で並んでいた金田から「どうしても先に20勝させてくれ」と懇願され、金田の執念を察しながらも納得の出来ない村田は翌日自ら二軍落ちを申し出て、シーズンの残り1ヶ月をそのままファームで終えたという。結局、この年の18勝が村田のキャリアハイの成績となった。
1959年に王貞治に第1号ホームランを打たれた投手としても知られる。当時の国鉄の正捕手根来広光の回想によると、打者転向したばかりで開幕以来極度の不振に喘いでいた王を見かねて、村田に対して「お前、同じ東京（出身）だろ。打たせてやれよ」と冗談で言ったところ、村田は2ストライク1ボールからの4球目にスライダーを投じて王に第1号本塁打を浴びたという。なお、村田は王に第2号、第300号本塁打も打たれているが、村田はこれらの状況については後年「全く覚えてねえ（同時に「ボケた訳でもない」とも）」と述懐している。
引退後にプロ野球界から姿を消したことについては「俺にとっては国鉄（スワローズ）が全てだったから」だとしている。近鉄バファローズの岩本尭監督や、巨人の川上哲治監督からも入閣の誘いがあったとされるが、村田本人の束縛を嫌う性格や(当時は「常識外れ」とされた)前述の破天荒な行動などが要因となり結局沙汰止みになったという。現役引退に際しては用具やトロフィーなど野球に関する物品を全て廃棄し、国鉄を引き継いだアトムズ球団に対して「名簿から名前を消してほしい」と訴えるなどしたことでも知られた。村田の国鉄スワローズに対する愛着と帰属心の強さは、奇しくも金田のスワローズに対する姿勢とも共通する面があり、2017年に村田の取材に成功したダンカンは、村田自身は「反骨心の固まり」と自己分析した人柄を評して「良く言えば豪放磊落、そのまま言えば我侭」「話を聞いている間、高倉健の名台詞である『不器用ですから』がずっと頭の中で巡っていた」と記述した。
弱小球団であった国鉄-アトムズを通じて2桁勝利を6度、通算118勝を上げた村田は後年一定の評価を得るところとなり、国鉄スワローズ及び1938年生まれの選手のベストメンバー、ベストナインを語る際には村田はしばしばその名前が挙がる選手となっている。

## 詳細情報

### 年度別投手成績
| 年 度      | 球 団                  | 登 板 | 先 発 | 完 投 | 完 封 | 無 四 球 | 勝 利 | 敗 戦 | セ 丨 ブ | ホ 丨 ル ド | 勝 率 | 打 者 | 投 球 回 | 被 安 打 | 被 本 塁 打 | 与 四 球 | 敬 遠 | 与 死 球 | 奪 三 振 | 暴 投 | ボ 丨 ク | 失 点 | 自 責 点 | 防 御 率 | W H I P |
| ---------- | ---------------------- | ----- | ----- | ----- | ----- | -------- | ----- | ----- | -------- | ----------- | ----- | ----- | -------- | -------- | ----------- | -------- | ----- | -------- | -------- | ----- | -------- | ----- | -------- | -------- | ------- |
| 1957       | 国鉄 サンケイ アトムズ | 1     | 0     | 0     | 0     | 0        | 0     | 0     | --       | --          | ----  | 5     | 1.0      | 2        | 1           | 0        | 0     | 0        | 0        | 0     | 0        | 2     | 2        | 18.00    | 2.00    |
| 1958       | 国鉄 サンケイ アトムズ | 62    | 41    | 13    | 1     | 3        | 15    | 22    | --       | --          | .405  | 1266  | 320.0    | 265      | 24          | 56       | 5     | 7        | 179      | 2     | 2        | 123   | 104      | 2.93     | 1.00    |
| 1959       | 国鉄 サンケイ アトムズ | 42    | 31    | 6     | 3     | 2        | 9     | 11    | --       | --          | .450  | 775   | 187.1    | 172      | 17          | 43       | 2     | 2        | 110      | 2     | 0        | 84    | 72       | 3.45     | 1.15    |
| 1960       | 国鉄 サンケイ アトムズ | 58    | 40    | 14    | 2     | 6        | 18    | 16    | --       | --          | .529  | 1163  | 295.2    | 263      | 18          | 38       | 6     | 2        | 152      | 3     | 0        | 101   | 83       | 2.52     | 1.02    |
| 1961       | 国鉄 サンケイ アトムズ | 43    | 24    | 5     | 0     | 2        | 14    | 13    | --       | --          | .519  | 840   | 217.2    | 195      | 14          | 25       | 5     | 1        | 100      | 2     | 0        | 68    | 56       | 2.31     | 1.01    |
| 1962       | 国鉄 サンケイ アトムズ | 40    | 28    | 12    | 3     | 5        | 12    | 16    | --       | --          | .429  | 855   | 216.1    | 199      | 14          | 28       | 5     | 1        | 102      | 0     | 0        | 73    | 57       | 2.36     | 1.05    |
| 1963       | 国鉄 サンケイ アトムズ | 40    | 25    | 9     | 4     | 1        | 13    | 14    | --       | --          | .481  | 864   | 209.1    | 219      | 27          | 32       | 0     | 0        | 60       | 0     | 0        | 97    | 83       | 3.56     | 1.20    |
| 1964       | 国鉄 サンケイ アトムズ | 27    | 16    | 2     | 0     | 0        | 2     | 7     | --       | --          | .222  | 473   | 114.1    | 133      | 17          | 16       | 2     | 0        | 22       | 1     | 0        | 54    | 46       | 3.63     | 1.30    |
| 1965       | 国鉄 サンケイ アトムズ | 23    | 17    | 5     | 0     | 0        | 6     | 11    | --       | --          | .353  | 470   | 110.2    | 122      | 15          | 21       | 1     | 4        | 31       | 0     | 0        | 50    | 48       | 3.89     | 1.29    |
| 1966       | 国鉄 サンケイ アトムズ | 39    | 28    | 8     | 1     | 0        | 11    | 12    | --       | --          | .478  | 770   | 189.1    | 179      | 19          | 33       | 7     | 2        | 74       | 0     | 0        | 74    | 66       | 3.14     | 1.12    |
| 1967       | 国鉄 サンケイ アトムズ | 33    | 28    | 5     | 0     | 2        | 8     | 12    | --       | --          | .400  | 696   | 165.2    | 166      | 29          | 38       | 5     | 1        | 76       | 1     | 0        | 83    | 74       | 4.01     | 1.23    |
| 1968       | 国鉄 サンケイ アトムズ | 36    | 6     | 1     | 0     | 0        | 8     | 5     | --       | --          | .615  | 399   | 95.2     | 97       | 11          | 22       | 3     | 3        | 63       | 0     | 0        | 36    | 33       | 3.09     | 1.24    |
| 1969       | 国鉄 サンケイ アトムズ | 15    | 0     | 0     | 0     | 0        | 2     | 1     | --       | --          | .667  | 124   | 31.0     | 29       | 4           | 5        | 1     | 1        | 22       | 0     | 0        | 10    | 7        | 2.03     | 1.10    |
| 通算：13年 | 通算：13年             | 459   | 284   | 80    | 14    | 21       | 118   | 140   | --       | --          | .457  | 8700  | 2154.0   | 2041     | 210         | 357      | 42    | 24       | 991      | 11    | 2        | 855   | 731      | 3.05     | 1.11    |

- 各年度の太字はリーグ最高
- 国鉄（国鉄スワローズ）は、1965年途中にサンケイ（サンケイスワローズ）に、1969年にアトムズに球団名を変更

### 記録
- オールスターゲーム出場：3回 （1958年、1960年、1962年）

### 背番号
- 52 （1957年）
- 37 （1958年 - 1964年）
- 11 （1965年 - 1969年）